# Teadèlfia
Teadèlfia (en llatí: Theadelphia, en grec antic: Θεαδέλφεια) va ser una ciutat de l'antic Egipte a uns 8 km al sud-oest del Birket Qarun i era un lloc de guarnició que protegia la regió de l'Oasi del Faium per l'oest, tal com Filadèlfia ho feia per l'est. El seu nom egipci era Batn Ihrit.
El seu nom (igual que Filadèlfia) se li va donar en honor d'Arsínoe I, filla de Lisímac de Tràcia i germana i esposa de Ptolemeu II Filadelf.
Dels set temples que hi havia durant l'època ptolemaica, quatre tenien dret d'asil. El temple principal era el dedicat per Ptolemeu III Evèrgetes I al déu local Pnepherôs, el déu cocodril, la versió grega del deu Sobek, però en queden molt poques restes. La ciutat era encara activa durant l'època romana. Una gran premsa de fusta es troba al jardí del Museu Grecoromà d'Alexandria, on també hi ha les pilones reconstruïdes i l'altar del temple principal de Teadèlfia. Aquest temple es va construir imitant la planta dels santuaris egipcis, i tres patis successius precedien el pòrtic de la capella principal. La inscripció grega gravada a la porta de l'entrada del temple porta la data de l'any 34 del regnat de Ptolemeu III Evergetes.